# Пежо 508
Пежо 508 (фр. Peugeot 508) је велики породични аутомобил који производи француска фабрика аутомобила Пежо од 2011. године, тренутно у другој генерацији.

## Историјат

### Прва генерација (2010−2018)
Званично је представљен на салону аутомобила у Паризу октобра 2010. године. Заснован је на ПСА ПФ3 платформи као Ситроен Ц5, са којим се заједно производи у ПСА фабрикама у Француској и Кини. У Кини се производи у сарадњи са компанијом Dongfeng Motor. Каросеријски се производи у седан и караван (ознаке SW) верзијама. Долази као замена за моделе 407 и 607. Конкуренти су му Фолксваген пасат, Шкода суперб, Рено талисман, Опел инсигнија.
На салону аутомобила у Франкфурту септембра 2011. године представљен је хибридно-електрични аутомобил у кросовер караванској верзији под називом 508 RXH. Погонски склоп Hybrid4 комбинује дволитарски дизел-мотор од 120 kW са електомотором од 28 kW, уз потрошњу горива од 4,2 литра на 100 км. Да би се разликовао од класичне 508-це, 508 RXH карактеришу пластични елементи постављени на лукове блатобрана изнад точкова, као и другачија маска хладњака са по три реда лед светала са сваке стране.
На европским тестовима судара, Пежо 508 је 2011. године добио максималних пет звездица за безбедност.
Ревидирана верзија је представљена на салону у Паризу 2014. године. Промене у дизајну захватиле су маску хладњака која је подигнута и наглашена проширеним хромираним оквиром. Преобликована је хауба, фарови и браник, а амблем је са поклопца мотора премештен на средину предње маске. Код лимузинске верзије задњи крај је додатно наглашен новим браником који је више истурен у односу на гепек него раније. Задња светла су код лимузине такође преобликована. У унутрашњости возила освежена је контролна табла која садржи екран од седам инча.

#### Мотори
| 1.6 VTi | седан   | 1598 | 120/6000      | 160/4250       | роботизован 6 брзина  | 1.390 | 203 | 11"5 | 6.2 | 144 | 10/2010-07/2014  |
| 1.6 VTi | караван | 1598 | 120/6000      | 160/4250       | роботизован 6 брзина  | 1.410 | 200 | 11"8 | 6.3 | 145 | 10/2010-07/2014  |
| 1.6 THP 156 | седан   | 1598 | 156/6000      | 240/ 1400-5000 | мануелни 6 брзина1    | 1.400 | 222 | 8"6  | 6.4 | 149 | 10/2010-08/2014  |
| 1.6 THP 156 | караван | 1598 | 156/6000      | 240/ 1400-5000 | мануелни 6 брзина1    | 1.420 | 218 | 8"8  | 6.5 | 150 | 10/2010-08/2014  |
| 1.6 THP 163 | седан 2 | 1598 | 165/6000      | 240/ 1400-3500 | мануелни 6 брзина1    | 1.390 | 210 | 8"6  | -   | 134 | од 09/20142      |
| 1.6 THP 163 | караван | 1598 | 165/6000      | 240/ 1400-3500 | мануелни 6 брзина1    | 1.420 | 210 | 8"8  | 6   | 139 | од 09/2014       |
| 1.8 THP 200 (кинеско тржиште) | седан   | 1751 | 204/5500      | 280/1400       | аутоматски 6 положаја | 1.625 | 230 | -    | 6.9 | -   | од 2015          |
| Дизел |         |      |               |                |                       |       |     |      |     |     |                  |
| 1.6 HDi | седан   | 1560 | 112/3600      | 240/ 1500-3000 | мануелни 5 брзина     | 1.405 | 190 | 11"3 | 4.7 | 124 | 2010-12          |
| 1.6 HDi | седан   | 1560 | 115/3600      | 240/ 1500-3000 | мануелни 5 брзина     | 1.405 | 190 | 11"3 | 4.7 | 114 | 2012-14          |
| 1.6 HDi | караван | 1560 | 112/3600      | 240/ 1500-3000 | мануелни 5 брзина     | 1.425 | 182 | 11"6 | 4.8 | 125 | 2010-12          |
| 1.6 HDi | караван | 1560 | 115/3600      | 240/ 1500-3000 | мануелни 5 брзина     | 1.425 | 182 | 11"6 | 4.8 | 112 | 2012-14          |
| 1.6 e-HDi | седан   | 1560 | 112/3600      | 270/ 1750-2500 | роботизован 6 брзина3 | 1.410 | 197 | 11"9 | 4.4 | 115 | 2010-12          |
| 1.6 e-HDi | седан   | 1560 | 115/3600      | 270/ 1750-2500 | роботизован 6 брзина3 | 1.410 | 197 | 11"9 | 4   | 104 | 2012-14          |
| 1.6 e-HDi | караван | 1560 | 112/3600      | 270/ 1750-2500 | роботизован 6 брзина3 | 1.430 | 194 | 12"3 | 4   | 105 | 2010-12          |
| 1.6 e-HDi | караван | 1560 | 115/3600      | 270/ 1750-2500 | роботизован 6 брзина3 | 1.430 | 194 | 12"3 | 4   | 105 | 2012-14          |
| 1.6 BlueHDi | седан   | 1560 | 120/3500      | 300/1750       | мануелни 6 брзина     | 1.405 | 202 | 11"  | 3"8 | 99  | од 04/2015       |
| 1.6 BlueHDi | караван | 1560 | 120/3500      | 300/1750       | мануелни 6 брзина     | 1.430 | 199 | 11"3 | 4.3 | 104 | од 04/2015       |
| 2.0 HDi (140CV) | седан   | 1997 | 140/4000      | 320/2000       | M/6                   | 1.430 | 210 | 9"8  | 4.8 | 125 | 10/2010-07/2015  |
| 2.0 HDi (140CV) | караван | 1997 | 140/4000      | 320/2000       | M/6                   | 1.500 | 210 | 10"1 | 5   | 130 | 10/2010-07/2015  |
| 2.0 BlueHDi (150CV) | седан   | 1997 | 150/4000      | 370/2000       | M/6                   | 1.500 | 210 | 8"9  | 4.2 | 109 | од 04/2014       |
| 2.0 BlueHDi (150CV) | караван | 1997 | 150/4000      | 370/2000       | M/6                   | 1.520 | 210 | 9"1  | 4.2 | 110 | од 04/2014       |
| 2.0 HDi (163CV) | седан   | 1997 | 163/3750      | 340/2000       | A/6                   | 1.520 | 225 | 9"2  | 5.7 | 149 | 10/2010-07/2015  |
| 2.0 HDi (163CV) | караван | 1997 | 163/3750      | 340/2000       | A/6                   | 1.540 | 223 | 9"5  | 5.7 | 150 | 10/2010-07/2015  |
| 2.0 BlueHDi (180CV) | седан   | 1997 | 180/3750      | 400/2000       | A/6                   | 1.590 | 230 | 8"5  | 4.4 | 116 | од 09/2014       |
| 2.0 BlueHDi (180CV) | караван | 1997 | 180/3750      | 400/2000       | A/6                   | 1.620 | 226 | 8"6  | 4.6 | 120 | од 09/2014       |
| 2.2 HDi GT | седан 4 | 2179 | 204/3500      | 450/2000       | A/6                   | 1.540 | 234 | 8"2  | 5.7 | 150 | 10/2010-04/20154 |
| 2.2 HDi GT | караван | 2179 | 204/3500      | 450/2000       | A/6                   | 1.660 | 232 | 8"4  | 5.9 | 154 | 10/2010-04/2015  |
| Хибрид |         |      |               |                |                       |       |     |      |     |     |                  |
| 508 Hybrid4 | седан   | 1997 | 163/3750 + 37 | 268/ 2000-2750 | R/6                   | 1.660 | 210 | 8"6  | 3.6 | 95  | 03/2012-05/20165 |
| 508 RXH | караван | 1997 | 163/3750 + 37 | 268/ 2000-2750 | R/6                   | 1.770 | -   | 8"4  | 4.2 | 109 | од 10/2011       |
| Напомене: 1На захтев, аутоматски мењач је доступан на 6 положаја 2Није доступан за италијанско тржиште 3Доступно на захтев такође са мануелним 6-степеним мењачем 4Од 09/2014, више није доступна за италијанско тржиште 5Не за италијанско тржиште од 12/2013 |         |      |               |                |                       |       |     |      |     |     |                  |

#### Галерија
- пре редизајна – седан
- пре редизајна – караван
- унутрашњост
- редизајн – караван

### Друга генерација (2018−)
Друга генерација је представљена на салону аутомобила у Женеви марта 2018. године у седан верзији, док је караван представљен на сајму у Паризу исте године. 508-ица има спортски изглед, која својом силуетом подсећа на купе лимузину. Томе у прилог иде и конструкција врата која је, као код купе модела, израђена без оквира прозора.
Заснован је на ЕМП2 механичкој платформи, коју дели са моделима Пежо 5008 II и ДС 7 кросбак, због тога је 508 II у просеку лакши за 70-так кг од претходника. 508-ица је краћа од претходника за 40 мм, односно од 508 RXH верзије и за 80 мм, а краће је и међуосовинско растојање. Аутомобил је за 50 мм нижи него раније (од RXH верзије), висина је свега 1.403 мм, али је и зато сада нешто шири од претходника. Пртљажни простор је повећан са 473 на 485 литара.
На сајму аутомобила у кинеском граду Гуангџоу представљен је за кинеско тржиште Пежо 508Л. У поређењу са европским моделом, 508Л има 55 милиметара дуже међуосовинско растојање. Кинеска верзија такође је за 100 мм дужа од европског модела. Још једна разлика између ове две верзије налази се на задњем делу возила, за европско тржиште 508 је лифтбек са петора врата, односно задње стакло се заједно подиже са поклопцем гепека, а 508Л је остао традиционални седан са четвора врата.

#### Мотори
| Модел        | Запремина | Тип мотора   | Снага           | Момент       | Мењач        | Брзина   | 0–100 km/h |
| Бензин       | Бензин    | Бензин       | Бензин          | Бензин       | Бензин       | Бензин   | Бензин     |
| ------------ | --------- | ------------ | --------------- | ------------ | ------------ | -------- | ---------- |
| 1.6 PureTech | 1598 cm³  | R4           | 133 kW (178 КС) | 250 Nm /1650 | 8° аутоматик | 225 km/h | 7,9 сек.   |
| 1.6 PureTech | 1598 cm³  | R4           | 165 kW (221 КС) | 300 Nm /1900 | 8° аутоматик | 248 km/h | 7,3 сек.   |
| Дизел        |           |              |                 |              |              |          |            |
| 1.5 BlueHDi  | 1499 cm³  | R4           | 96 kW (129 КС)  | 300 Nm /1750 | 6° мануелни  | 208 km/h | 9,7 сек.   |
| 2.0 BlueHDi  | 1997 cm³  | R4           | 120 kW (160 КС) | 400 Nm /2000 | 8° аутоматик | 230 km/h | 8,4 сек.   |
| 2.0 BlueHDi  | 1997 cm³  | R4           | 130 kW (170 КС) | 400 Nm /2000 | 8° аутоматик | 235 km/h | 8,3 сек.   |
| Хибрид       |           |              |                 |              |              |          |            |
| Hybrid 225   | 1598 cm³  | R4 бензин+ЕМ | 165 kW (221 КС) | 360 Nm /3000 | 8° аутоматик | 240 km/h | 8,1 сек.   |

#### Галерија
- лифтбек
- караван
- унутрашњост
- седан у Кини